# Tachina derracm
Tachina derracm là một loài ruồi trong họ Tachinidae.